# P. Q. Phan
P. Q. Phan, tên đầy đủ Phan Quang Phục (sinh năm 1962) là nhà soạn nhạc cổ điển đương đại (contemporary classical music) người Mỹ gốc Việt. Ông là người đầu tiên viết một vở opera về văn hóa Việt Nam để trình diễn tại Hoa Kỳ. Ông hiện sáng tác âm nhạc và là giáo sư (Associate Professor) tham gia giảng dạy về nghệ thuật sáng tác đương đại tại trường đại học Đại học Indiana, Hoa Kỳ. P.Q. Phan bắt đầu quan tâm đến âm nhạc khi đang học ngành kiến trúc vào năm 1978. Ông đã học và tự học nhạc cụ piano, sáng tác, và dàn dựng âm nhạc. Năm 1982, ông rời Việt Nam theo chương trình đoàn tụ gia đình sau khi đã học gần hoàn tất chương trình của Đại học Kiến trúc Thành phố Hồ Chí Minh để đến định cư tại California. Một năm sau, ông đã mày mò tự học piano rồi đậu vào khoa âm nhạc của Đại học Nam California, bắt đầu hoạt động chuyên sâu trong lĩnh vực âm nhạc.

## Sự nghiệp
P. Q. Phan tên thật là Phan Quang Phục. Ông sinh năm 1962 tại Đà Nẵng, Việt Nam. Ông tốt nghiệp bằng cử nhân âm nhạc (Bachelor of Music) tại đại học University of Southern California năm 1987, bằng cao học âm nhạc (Master of Music) năm 1989 và bằng tiến sĩ âm nhạc (Doctor of Music) năm 1993 tại đại học University of Michigan. Ông tham gia giảng dạy tại Đại học Illinois tại Urbana-Champaign và Đại học Bang Cleveland. Hiện nay công việc chính của ông là giảng dạy bộ môn sáng tác tại Đại học Indiana ở Bloomington.
Loại nhạc của Phan Quang Phục đã được trình diễn ở nhiều nơi khắp thế giới, trên khắp Hoa Kỳ, Canada, Mexico, ở châu Âu (gồm Anh, Pháp, Áo, Ý, Hà Lan, Na Uy, Đức, Bỉ, Tây Ban Nha, Estonia, Litva, Nga và Đan Mạch), Israel, Thổ Nhĩ Kỳ, Úc, New Zealand, Trung Quốc, Hồng Kông, Singapore, Hàn Quốc và Nhật Bản.
Những giàn nhạc nổi tiếng đã trình diễn nhạc của ông: Kronos Quartet, BBC Scottish Symphony Orchestra, Radio France, Ensemble Moderne, Cincinnati Orchestra, Seattle Symphony Orchestra, American Composers Orchestra, St. Louis Orchestra – Chamber Group, the Cleveland Chamber Symphony, Charleston Symphony, Greater East Lansing Symphony, Sinfonia da Camera, Pittsburgh New Music Ensemble, và Society for New Music.
Nhiều giàn nhạc nổi tiếng đã đặt ông soạn nhạc: Kronos Quartet, American Composers Orchestra, Cleveland Chamber Symphony, Greater East Lansing Symphony, Obscura Trio, Ensemble Alternance de Paris, Core Ensemble, Pittsburgh New Music Ensemble...

## Tác phẩm
- Concerto cho bộ gõ hỗn hợp (Concerto for percussion and mixed ensemble), được lấy cảm hứng từ tiếng trống trận Bình Định xuất quân thời Tây Sơn, sử dụng hỗn hợp 40 loại nhạc cụ bộ gõ bằng da, gỗ và kim loại tập hợp thành một dàn nhạc.
- Những hồi ức về một linh hồn đã mất (Memoirs of a lost soul), được viết sau khi P. Q. Phan tốt nghiệp năm 1995. Tác phẩm viết cho tứ tấu đàn dây và các nhạc cụ truyền thống Việt Nam. Gồm bốn phần: phần 1 "Tiếng khóc lúc nửa đêm", phần 2 "Trò chơi kèn chuối" (Banana trumpet games), phần 3 "Thảm cảnh tại rạp hát" (Tragedy at The Opera), phần cuối "Lễ rước" (Courting). Tác phẩm đã đạt một kỷ lục khi được diễn trên khắp thế giới hơn 500 lần cùng nhiều dàn nhạc nổi tiếng.[2]
- A Vietnamese Requiem, dàn đồng ca hát 8 giọng, và dàn nhạc thính phòng để tưởng niệm 10 triệu nạn nhân chiến tranh tại Việt Nam trong thế kỷ XX. Tác phẩm sử dụng kinh Phật phái Nguyên Thủy bằng tiếng Việt với tiếng mõ của đạo Phật.[1]

### Câu chuyện bà Thị Kính
Vở opera "Câu chuyện bà Thị Kính" (The Tale of Lady Thị Kính) được công diễn vào năm 2014. Tác phẩm được chuyển thể từ vở chèo Quan Âm Thị Kính, dài 135 phút có 15 vai diễn. Đây là lần đầu tiên có hai bài hợp xướng được hát bằng tiếng Việt trong một vở opera được dàn dựng và biểu diễn trên sân khấu nhạc kịch thế giới. Vở opera được công diễn tại nhà hát Opera của Đại học Indiana và do trường Đại học Indiana đầu tư hơn 500.000 đôla xây dựng vở diễn, tham gia dàn dựng, diễn xuất.

## Giải thưởng
- Giải thưởng La Mã (Rome Prize), năm 1998.[5]
- Rockefeller Foundation Grant
- Meet the Composers: Music Alive Residency Award with the American Composers Orchestra.[6]
- ASCAP Standard Awards
- Ohio Arts Council Individual Artist Fellowships
- Charles Ives Center for American Music
- The Concordia Orchestra,

Ông được mời đến MacDowell Colony để sáng tác. Ông Phan cũng được mời làm nhà soạn nhạc tại nhiều đại hội âm nhạc lớn trên thế giới.